# Natriumsulfaat
Natriumsulfaat, ook wel aangeduid als glauberzout of wonderzout, is een wit kristallijn zout met als brutoformule Na2SO4. Het werd ontdekt door Rudolf Glauber en werd gebruikt voor medicinale toepassingen (laxeermiddel) en in de glasfabricage. In de natuur komt het meest voor in de vorm van het decahydraat Na2SO4·10 H2O.

## Productie
Natriumsulfaat ontstaat bij de productie van zoutzuur door de reactie van natriumchloride en zwavelzuur:
{\displaystyle {\ce {2NaCl + H2SO4 -> Na2SO4 + 2HCl}}}
Natriumsulfaat ontstaat ook in de volgende reacties:
- Natriumcarbonaat en zwavelzuur reageren tot natriumsulfaat, water en koolstofdioxide:

{\displaystyle {\ce {Na2CO3 + H2SO4 -> Na2SO4 + H2O + CO2}}}
- De neutralisatiereactie van zwavelzuur met natriumhydroxide:

{\displaystyle {\ce {2NaOH + H2SO4 -> Na2SO4 + 2H2O}}}
Dit gebeurt in verscheidene chemische processen; natriumsulfaat is daarbij een nevenproduct dat weinig waarde heeft. Dit is onder meer op grote schaal het geval bij de productie van viscose.
Natriumsulfaat is ook een bijproduct van de chemische synthese van ascorbinezuur of natriumdichromaat.

## Toepassingen
Natriumsulfaat wordt gebruikt in de glas-, textiel- en galvanische industrie, en bij de productie van detergenten en sulfaatcellulose. In het laboratorium wordt het watervrije natriumsulfaat gebruikt om organische vloeistoffen te drogen (zie hieronder).
Het mag gebruikt worden in voedingsmiddelen als zuurteregelaar en antiklontermiddel (E-nummer E514, gezamenlijk voor natriumsulfaat en natriumwaterstofsulfaat).
Natriumsulfaat verliest rond 32 °C zijn kristalstructuur. Het lijkt daarom dat het bij die temperatuur smelt, maar in feite lost natriumsulfaat op in zijn kristalwater. De latente warmte die daarbij gepaard gaat is hoog, wat natriumsulfaat geschikt maakt voor warmteopslag.
Natriumsulfaat wordt ook gebruikt als laxeermiddel.

## Natriumsulfaat als droogmiddel
|  |  |